# カート・コモン
カート・コモン（Kurt Common、1970年10月 - ）は、アメリカ合衆国出身の外国人タレント。株式会社JK TALENT所属。

## 人物
ミシガン州立大学卒業。
1993年に来日し、ラジオパーソナリティ、英語検定用のナレーターやCMなどで活動している。

## 出演作品

### テレビ番組
- バレーボール世界選手権
- プレキソ英語

### 映画
2001年
- シェンムー・ザ・ムービー

### テレビアニメ
2006年
- BLACK BLOOD BROTHERS（アナウンサー）

### 劇場アニメ
2014年
- 名探偵コナン 異次元の狙撃手（アメリカ人夫）

2016年
- 名探偵コナン 純黒の悪夢（アクアビット）

2019年
- 名探偵コナン 紺青の拳（ユージーン・リム）

### CM
- 江崎グリコ
- カシオ計算機
- スズキ
- リゲイン

### ラジオ
- am/pm 店頭ラジオ